# 段綸
段纶（6世纪？—642年5月28日）。北海郡期原县（今山东省青州市）人。隋末唐初人物。

## 生平
段綸是段文振之子，年青时知名。隋末时任左亲卫。娶李渊四女高密公主。大业十三年（617年），李渊在晋阳起兵。段纶则逃往蓝田，聚兵万人。唐朝于618年建国后，曾為蜀郡太守、劍南道招慰大使、益，蒲二州都督、熊州刺史、散騎常侍、秘書監、宗正卿、禮部尚書、工部尚書等職，爵封紀國公。段綸死后葬昭陵。追赠晋昌郡王，

## 家庭

### 夫人
- 高密公主，唐高祖第四女

### 子女
- 段俨，唐朝中郎将
- 段孝义，唐朝左千牛
- 段简璧（隋义宁元年（617年）—唐永徽二年四月四日（651年4月29日）），字昙娘，嫁给长孙顺德之子